# Julien Josephson
Maxwell Anderson (24. oktober 1881 – 14. april 1959) var en amerikansk manuskriptforfatter. Hans karriere strakte sig mellem 1914 og 1943.
Josephson var kendt for sine tidlige stumfilmsfilmatiseringer af teaterstykker som Oscar Wilde's Lady Windermere's Fan fra 1925 og Mary Roberts Rinehart og Avery Hopwoods The Bat fra 1926.
Han var nomineret til en Oscar for bedste manuskript i 1930 for hans arbejde med Disraeli.
Han var senere medforfatter på mange populære film, som Shirley Temple-filmene Heidi og Lille Willie Winkie.